# Emmanuel Emenike
Emmanuel Usuga Emenike (Nigeria, 10 de mayo de 1987) es un exfutbolista nigeriano que juega como delantero.

## Selección nacional
El 6 de mayo de 2014 fue incluido por el entrenador de la selección nigeriana Stephen Keshi en la lista provisional de 30 jugadores que iniciarán los entrenamientos con miras a la Copa Mundial de Fútbol de 2014. El 2 de junio se confirmó su inclusión en la nómina definitiva de 23 jugadores.

### Participaciones en Copas del Mundo
| Mundial                        | Sede   | Resultado        |
| ------------------------------ | ------ | ---------------- |
| Copa Mundial de Fútbol de 2014 | Brasil | Octavos de final |

## Clubes
| Club                           | País                   | Año       |
| ------------------------------ | ---------------------- | --------- |
| Delta Force F. C.              | Nigeria                | 2007-2008 |
| Black Aces                     | Sudáfrica              | 2008      |
| F. C. Cape Town                | Sudáfrica              | 2008-2010 |
| Karabükspor (cedido)           | Turquía                | 2009-2010 |
| Karabükspor                    | Turquía                | 2010-2011 |
| Fenerbahçe S. K.               | Turquía                | 2011      |
| F. C. Spartak de Moscú         | Rusia                  | 2011-2013 |
| Fenerbahçe S. K.               | Turquía                | 2013-2017 |
| Al-Ain F. C. (cedido)          | Emiratos Árabes Unidos | 2015      |
| West Ham United F. C. (cedido) | Inglaterra             | 2016      |
| Olympiacos F. C.               | Grecia                 | 2017-2018 |
| U. D. Las Palmas (cedido)      | España                 | 2018      |
| K. V. C. Westerlo              | Bélgica                | 2019      |

## Palmarés

### Títulos nacionales
| Título                                  | Club             | País                   | Año  |
| --------------------------------------- | ---------------- | ---------------------- | ---- |
| Superliga de Turquía                    | Fenerbahçe S. K. | Turquía                | 2014 |
| Supercopa de Turquía                    | Fenerbahçe S. K. | Turquía                | 2014 |
| Supercopa de los Emiratos Árabes Unidos | Al-Ain F. C.     | Emiratos Árabes Unidos | 2015 |

|Miss Nigeria
|2013-2014

### Títulos internacionales
| Título                    | Club (*) | País      | Año  |
| ------------------------- | -------- | --------- | ---- |
| Copa Africana de Naciones | Nigeria  | Sudáfrica | 2013 |

(*) Incluyendo la selección.